# Novovolînsk
Novovolînsk (în ucraineană Нововолинськ) este orașul raional de reședință al raionului Novovolînsk din orașul regional Novovolînsk, regiunea Volînia, Ucraina. În afara localității principale, nu cuprinde și alte sate.

## Demografie
Componența lingvistică a orașului Novovolînsk
     Ucraineană (94,5%)
     Rusă (5,09%)
     Alte limbi (0,28%)
Conform recensământului din 2001, majoritatea populației orașului Novovolînsk era vorbitoare de ucraineană (94,5%), existând în minoritate și vorbitori de rusă (5,09%).